# 84120 Antonacci
84120 Antonacci è un asteroide della fascia principale. Scoperto nel 2002, presenta un'orbita caratterizzata da un semiasse maggiore pari a 2,6643650 au e da un'eccentricità di 0,1850438, inclinata di 13,76198° rispetto all'eclittica.
L'asteroide è dedicato all'astrofilo italiano Domenico Antonacci.